# آکادمی ژاپن

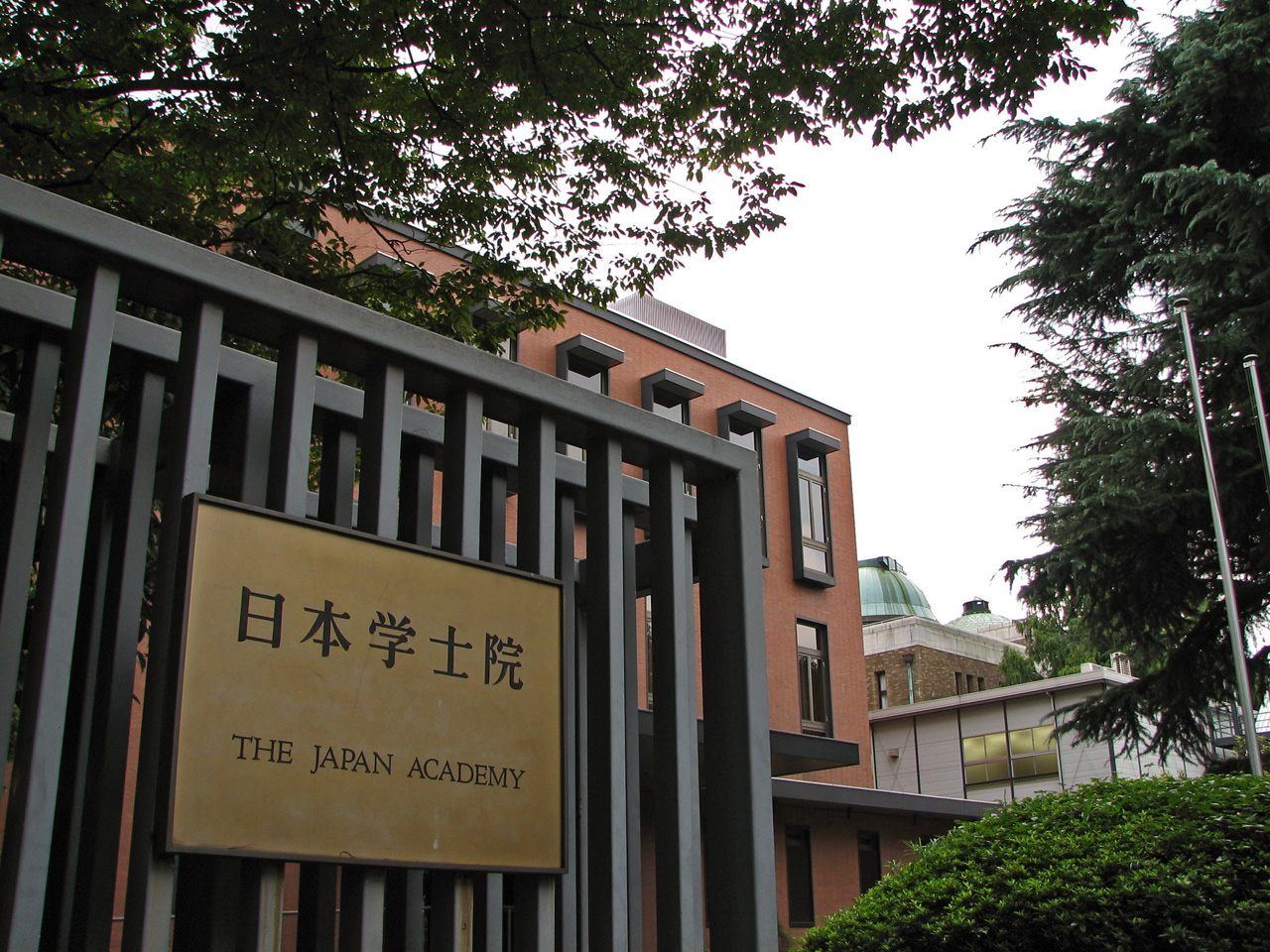
نمایی از ساختمان سالن سازمان آکادمی ژاپن در سال ۲۰۰۶

آکادمی ژاپن (به ژاپنی: 日本 学士 院 Nippon gakushiin)، یک سازمان افتخاری است که در سال ۱۸۷۹ تأسیس شد تا دانشمندان برجسته ژاپنی را با سوابق قابل توجه از دستاوردهای علمی را گرد هم جمع کند. آکادمی ژاپن در حال حاضر سازمان وابسته به وزارت آموزش، فرهنگ، ورزش، علم و فناوری است؛ و دفتر مرکزی این سازمان در پارک اوئنو، توکیو، ژاپن واقع شده‌است. گفته شده که؛ برگزیده‌شدن برای عضویت در این آکادمی بالاترین تمایزی است که یک پژوهشگر می‌تواند به آن دست یابد. اعضای آن از امتیازهای ویژه زندگی و معافیت مالیاتی سالانه برخوردار می‌شوند.

## پیشینه
در تلاش برای تکرار چشم‌انداز نهادینی که در چندین کشور غربی دیده می‌شد، رهبران دولت مایدی به دنبال ایجاد یک آکادمی ملی از پژوهشگران و دانشمندان، همانند و بر پایهٔ الگوی انجمن سلطنتی بریتانیا بودند. در سال ۱۸۷۹، نیشی آمنه سیاست‌مدار و فلسفه‌دان ژاپنی در رأس آنچه که در آن زمان آکادمی توکیو نامیده می‌شد، قرار داده شد.

## جایزه‌ها
جایزهٔ امپریال و جایزهٔ آکادمی ژاپن به افرادی که نتیجهٔ بررسی قابل توجهی را به دست آورده‌اند یا کسانی که ویرایش‌ها و کتاب‌های علمی برجسته‌ای ارائه داده‌اند، اعطا می‌شوند. یکی از مهمترین وظایف آکادمی به اجرای امور مربوط به این جایزه اختصاص داده شده که سالانه از سال ۱۹۱۱ به این‌سو اعطا می‌شده‌است. از سال ۱۹۴۹ این مراسم اعطای جایزه‌ها با حضور مقام شامخ امپراتور ژاپن، و از سال ۱۹۹۰ با حضور هر دو؛ امپراتور و ملکه، آراسته‌تر گردیده‌است.